# Ametroides brunni
Ametroides brunni är en insektsart som först beskrevs av Griffini 1912.  Ametroides brunni ingår i släktet Ametroides och familjen Gryllacrididae. Inga underarter finns listade i Catalogue of Life.